# Travian
Travian is een van oorsprong Duits browserspel en massively multiplayer online game (MMOG), ontwikkeld door Travian Games GmbH in Duitsland, dat gespeeld wordt via een webbrowser. Als speler neemt men de leiding van een klein dorp op zich met de bedoeling om dit door middel van het produceren van goederen, handelen, het voeren van oorlog en het sluiten van allianties tot een machtig imperium te laten uitgroeien. Travian is de naam van de wereld waarin deze ontwikkelingen zich afspelen.

## Het principe
Travian kent drie stammen: de Romeinen, de Germanen en de Galliërs. Iedere stam heeft specifieke sterke en zwakke eigenschappen. Op Travian zijn er vier verschillende grondstoffen: hout, klei, ijzer en graan. Deze grondstoffen zijn nodig voor het verbeteren van gebouwen en velden, voor het trainen en voor het upgraden van troepen.
Het spel komt van origine uit Duitsland, maar is inmiddels in vele andere landen beschikbaar, waaronder in Nederland. De Nederlandse versie is online sinds oktober 2005 en in april 2006 kende deze variant drie servers. In mei 2006 werd er een vierde server geopend, een zogenaamde 'speed' server. Hierbij kreeg de speler de kans om zes weken Travian te spelen met een vijf keer grotere snelheid dan bij een normale server. Dus: sneller meer grondstoffen, kortere bouwtijden voor gebouwen en meer troepen. Tegenwoordig zijn 5x-snelheid servers erg zeldzaam. In oktober 2010 start de 5x-snelheid voor de tweede keer. Normaal hebben speedservers een snelheid van 3x. Inmiddels zijn er vier 'normale' servers in bedrijf. Na het einde van een server, dus als het eindspel is afgelopen, wordt deze gesloten en na enkele weken weer opengesteld. Alle spelers zijn dan gewist en kunnen weer opnieuw beginnen.

### Versies
Er zijn meerdere versies van Travian: T1, T2, T2.5, T3, T3.1, T3.5 T3.6, T4, T4.2 en T4.4. Er is geen enkele Travianserver meer die versie T1 of T2 draait, T1 heeft maar op één server gedraaid. T4 is momenteel de meest voorkomende versie. Travian 5 is in de maak en de gesloten bèta is net afgelopen en gaat binnenkort de open bèta in.
De grootste verschillen tussen T2 en T3 zijn het uiterlijk en het feit dat de speler in zijn/haar hoofddorp de grondstofvelden oneindig uit kan breiden (zolang men de grondstoffen maar op kan slaan, in het pakhuis en de graansilo). Het grondstofvelden-overzicht van T1 en T2 lijkt veel op het spelbord van Catan, maar T3 helemaal niet meer. Ook heeft men in T3 helden: sterkere units die ook oases kunnen veroveren om jouw dorp een grondstofbonus te geven (de helden worden in T4 heel belangrijk). Die oases moeten wel in jouw 7x7 vak liggen. Ook kunnen deze helden flinke bonussen geven aan aanvallende en verdedigende legers waardoor het gros van de top-T2 spelers dit als oneerlijk beschouwen. Echter kan iedereen een held hebben. T3.1 is gelijk aan T3 met enkele kleine verschillen met betrekking tot het eindspel.
Versie T2.5 is een versimpelde variant van T3 om spelers die de voorkeur geven aan T2 boven T3 tegemoet te komen. Er was een Nederlandse T2.5-server, server 3, maar deze is afgelopen en herstart.
T3.5 lijkt sterk op T3.1, alleen zijn er nieuwe iconen en twee nieuwe gebouwen. De drinkplaats (alleen voor Romeinen) zorgt voor het verminderen van graanverbruik bij de Romeinse cavalerie en de brouwerij waarin de speler honingfeesten kan geven (hier is ook een speciale Arabische versie voor vanwege de drank voor het moslimgeloof, het theehuisje). Nu ligt het maximum vallen bij de vallenzetter op niveau 20 op 400, wat in T3.1 200 was. Travian.org draaide T3.5 als eerste.
De meeste servers zijn in 2011 overgegaan op de T4-versie.
T5 is een nieuwe versie waarin de interface en nog veel meer dingen helemaal veranderd zijn.

### Plus en Goud
Het spel is gratis, maar bevat wel een aantal opties die alleen tegen betaling te verkrijgen zijn.
In de Plus-variant kan de speler Plus-coupons kopen, waarmee de speler meer mogelijkheden krijgt zoals duidelijkere overzichten van de dorpen, een bouwinstructie in een wachtrij plaatsen en een overzichtelijkere kaart. In het begin krijgt elke speler een gratis Plus-coupon (voor tien dagen) om deze mogelijkheden uit te proberen. Daarna kunnen coupons worden gekocht, die vervolgens ook aan andere spelers kunnen worden gegeven.
In de Goud-variant kan de speler voordelen kopen, bijvoorbeeld 25% meer uurproductie van een bepaalde grondstof, de mogelijkheid om gebouwen gelijk klaar te zetten (met uitzondering van de residentie, het paleis en de gebouwen in een wereldwonderdorp) of grondstoffen te herverdelen. In het begin van het spel krijgt elke speler de kans om 35 goud en drie dagen Plus te verdienen door bepaalde opdrachten uit te voeren.
Alle Nederlandse servers gebruiken de Goud-variant, met de mogelijkheid om Plus-coupons te kopen met goud. Nu met het nieuwe systeem kan men ook Goud-club worden, waarmee men meer voordelen krijgt dan met de gewone Plus, of de afzonderlijke coupons. Het goud dient met echt geld gekocht te worden. Zeker op het begin leverde dit scherpe reacties van de spelers op, omdat men het gevoel had dat spelers nu significant sterker zijn als ze geld aan het spel wilden besteden. In Travian 4 is het nu ook mogelijk zilver, verkregen door onder andere het veilen van spullen van de held, in te ruilen voor goud.

## Het spel

### Dorpen
In het begin heeft een speler één dorp. Dit is de basis van waaruit de speler werkt en speelt. In het dorp kan men veel gebouwen plaatsen en ook troepen trainen. De speler kan meer dorpen stichten door kolonisten te trainen bij de residentie of het paleis. De speler kan nieuwe dorpen stichten. In dat geval begint hij/zij helemaal vanaf twee inwoners en moet alles nog gaan upgraden totdat het een volwaardig dorp is. Een andere mogelijkheid is bestaande dorpen overnemen. Hiervoor heeft de speler een senator/(onder)leider nodig, afhankelijk van de stam waarmee hij speelt. Ook mag er geen paleis/residentie in het over te nemen dorp staan en zal men die dus eventueel moeten afbreken met behulp van katapulten. Een dorp overnemen is duurder dan een dorp stichten en is niet zonder risico. Maar als het lukt, krijgt men een dorp erbij dat vaak al ver uitgebreid is, afhankelijk van de grootte van het dorp dat men kiest om over te nemen (en dan kan het goedkoper zijn dan wanneer de speler zelf een dorp moet stichten). Na een overname wordt het dorp voor 10% afgebroken als de speler een dorp overneemt van een speler die kleiner is in populatie dan hijzelf. Indien de speler een dorp overneemt van een grotere speler dan hijzelf, blijft het dorp intact.
Om een dorp te stichten of over te nemen, moet men genoeg cultuurpunten hebben. Hierdoor kan men niet een oneindig aantal dorpen bouwen. Elk volgend dorp dat wordt gebouwd kost meer cultuurpunten. Voor het eerste dorp heeft men 2000 cultuurpunten nodig (op een "speedserver" heeft men slechts 500 cultuurpunten nodig).
Het aantal cultuurpunten dat een speler per dag krijgt hangt af van het niveau van de gebouwen die de speler in een dorp heeft staan. Enkele gebouwen zoals de marktplaats, ambassade en academie leveren veel cultuurpunten, waar de militaire gebouwen zoals de verzamelplaats en het toernooiveld minder cultuurpunten opleveren.
Het verschil in het spel wordt echter gemaakt door spelers die in staat zijn om feesten te geven. Deze feesten kosten zeker in het begin veel grondstoffen (een klein feest dat bij een raadhuis niveau 1 precies een dag loopt kost ongeveer zes uur aan grondstoffen bijvoorbeeld), maar zorgen ervoor dat er snel afstand genomen kan worden van concurrenten. Later in het spel kan er overgestapt worden naar grote feesten die nog meer grondstoffen kosten, maar ook meer cultuurpunten opleveren. Een klein feest levert 500 cultuurpunten op, waar een groot feest (dat twee keer zo lang duurt, maar ruim vier keer zo veel kost) 2000 cultuurpunten oplevert. In de nieuwe versie kan men ook cultuurpunten vergaren door de helm van de held.

### Grondstoffen
In de wereld van Travian bestaan vier grondstoffen: hout, klei, ijzer en graan. Deze grondstoffen worden gebruikt voor het maken van gebouwen, ontwikkelen van gebouwen, troepen maken, troepen ontwikkelen en troepen onderhouden. De grondstoffen worden gewonnen op achttien velden die bij het dorp van de speler horen. Hout komt van de Houthakker, klei komt van de Klei-afgraving, ijzer komt uit de IJzermijn en graan van de Graanakker. Door deze velden te upgraden gaan deze meer grondstoffen per uur produceren. In een hoofddorp kunnen de grondstofvelden oneindig lang worden geüpgraded. In de andere dorpen kunnen de velden maximaal naar niveau 10.
Grondstoffen kunnen niet alleen gewonnen worden met de velden, maar ook door het roven van andermans grondstoffen met behulp van de spelers' eigen troepen (overval). Elke legereenheid kan weer andere hoeveelheden grondstoffen meenemen bij een overval. De grondstoffen kunnen ook verhandeld worden op de Marktplaats. Hier worden grondstoffen geruild met medespelers of met de NPC.

### Allianties
Een speciaal aspect op Travian zijn de allianties. Allianties zijn groepen spelers en helpen elkaar en vrij vaak besturen ze zichzelf ook. Geen alliantie hebben wordt vaak gezien als vragen om problemen en het is speltechnisch gezien dan ook niet handig om alleen het spel te moeten spelen. Hoe groter (en dus sterker) de alliantie van een speler, hoe minder de kans dat hij/zij succesvol aangevallen wordt. Natuurlijk moet deze 'regel' met een korreltje zout genomen worden: het kunnen betere spelers zijn die de speler aanvallen, er kan wat mis zijn met de verdediging of het zijn mindere spelers die toch een goede poging doen. Als de alliantie goed geleid is en daarnaast sterke leden heeft, kan het een deel van de speelwereld 'domineren'. Die heten 'blokken'.

### Ranglijsten
Er bestaat ook een ranglijst. Men kan in veel verschillende opzichten de beste zijn. Bijvoorbeeld met populatie, aanvalspunten, alliantie en verdedigingspunten, of met het dorp.
Op 21 april 2008 is op Travian de top 10 toegevoegd. Hier kan men zien wie het meest zijn gestegen in de ranglijst, wie de meeste aanvalspunten hebben, wie de meeste grondstoffen hebben geroofd en de verdedigers met de meeste verdedigingspunten voor die week. Deze lijst wordt steeds op de nacht van zondag tot maandag, rond 0:00 uur ververst, iedereen die op dat moment in deze lijst staat, krijgt een medaille. De spelers en allianties die een medaille ontvangen kunnen deze op hun profielpagina tonen.

### Het eindspel
Na elke server is er een eindspel. In het eindspel wordt duidelijk welke speler (samen met zijn alliantie) de sterkste is. Het eindspel start na 10-12 maanden en is afgelopen na ongeveer 1-3 maanden (bij de speed server duurt de server 4-6 maanden en het eindspel 3 tot 4 weken), op het moment dat de winnende speler zijn wereldwonder naar niveau 100 heeft gebouwd.
Een wereldwonder kan worden gebouwd in speciale, door de spelleiding opgezette wereldwonderdorpen. Die dorpen zijn van de Natars Er zijn een beperkt aantal van deze dorpen (meestal 13). Deze kunnen veroverd worden om een wereldwonder in te bouwen. Na T4 is er een extra vereiste gekomen om het wereldwonder te kunnen bouwen: er moeten blauwdrukken verkregen worden. De wereldwonderbouwer moet zo'n blauwdruk in bezit hebben om het wereldwonder te bouwen. Wil deze het wereldwonder boven niveau 50 nog kunnen bouwen, dan is het nodig dat een ander alliantielid ook een blauwdruk in bezit heeft.

### De opdrachtgever
Sinds juli 2008 is er een soort helpdesk voor iedere nieuwe gebruiker. Aan de rechterkant van het scherm (in T4 aan de linkerkant en er zijn dan ook extra opdrachten) wordt een icoon van de leider van het dorp weergegeven. Deze geeft de speler opdrachten om in het begin snel te groeien. Voor elke opdracht krijgt de speler een beloning.
| nr. | Naam                  | Opdracht                                                                             | Beloning                             |
| --- | --------------------- | ------------------------------------------------------------------------------------ | ------------------------------------ |
| 1   |                       | Bouw een Houthakker.                                                                 | Gelijk klaarzetten van de houthakker |
| 2   | Graan                 | Vergroot één Graanveld.                                                              | 1 dag Travian Plus                   |
| 3   | De dorpsnaam          | Verander de dorpsnaam.                                                               | 30 60 30 20                          |
| 4   | Andere spelers        | Kijk naar de rang van de speler in de statistieken en vul deze in.                   | 40 30 20 30                          |
| 5   | Twee bouwopdrachten   | Vergroot één IJzermijn. Vergroot één Klei-afgraving.                                 | 50 60 30 30                          |
| 6   | Berichten             | Lees een nieuw bericht.                                                              | 20 goud                              |
| 7   | Buren                 | Zoek de coördinaten van het dorp "...".                                              | 60 30 40 90                          |
| 8   | Groot leger           | Stuur 200 Graan naar de Opdrachtgever.                                               | 1 Rat (10 25 10)                     |
| 9   | Eentje van elk!       | Vergroot één extra Houthakker, Klei-afgraving, IJzermijn en Graanveld naar niveau 1. | 100 80 40 40                         |
| 10  | Komt binnenkort!      | Wacht tot het leger van de Opdrachtgever is gearriveerd.                             | 2 dagen Travian Plus                 |
| 11  | Berichten             | Lees de laatste Rapportages.                                                         | 75 140 40 230                        |
| 12  | Alles naar 1!         | Vergroot alle grondstofvelden naar niveau 1.                                         | 75 80 30 50                          |
| 13  | Duif van de vrede     | Schrijf de code [#0] in het profiel.                                                 | 120 200 140 100                      |
| 14  | Schuilplaats          | Bouw een schuilplaats.                                                               | 150 180 30 130                       |
| 15  | Naar twee!            | Vergroot één Houthakker, Klei-afgraving, IJzermijn en Graanveld naar niveau 2.       | 60 50 40 30                          |
| 16  | Instructies           | Vul in hoeveel hout de Barakken kost. (210 hout)                                     | 50 30 60 20                          |
| 17  | Hoofdgebouw           | Verhoog het niveau van het Hoofdgebouw naar niveau 3.                                | 75 75 40 40                          |
| 18  | Ervaren!              | Kijk opnieuw naar de rang in de statistieken en vul deze in.                         | 100 90 100 60                        |
| 19a | Militair, Vechten     | Bouw een Verzamelplaats.                                                             | 80 90 60 40                          |
| 19b | Economie, Veiligheid  | Bouw een Graansilo.                                                                  | 80 90 60 40                          |
| 20a | Militair, Barakken    | Bouw een Barakken.                                                                   | 70 100 90 100                        |
| 20b | Economie, Pakhuis     | Bouw een Pakhuis.                                                                    | 70 120 90 50                         |
| 21a | Militair, Train!      | Train 2 Legionairs, Phalanxen of Knuppelvechters. Hangt af van het gekozen volk.     | 300 320 360 570                      |
| 21b | Economie, Marktplaats | Bouw een marktplaats.                                                                | 200 700 200 250                      |
| 22  | Alles naar niveau 2!  | Breid alle grondstofvelden uit naar niveau 2.                                        | 15 goud                              |
| 23  | Vrienden              | Hoeveel goud verdient de speler door het werven van een vriend?                      | 80 70 60 40                          |
| 24  | Ambassade             | Bouw een Ambassade.                                                                  | 100 60 90 40                         |
| 25  | Alliantie             | Versterk een alliantie of creëer een alliantie.                                      | 120 140 90 50                        |

Sinds de komst van T4 is de opdrachtgever sterk veranderd:
| Nr. | Naam                     | Opdracht                                                                             | Beloning                                              |
| --- | ------------------------ | ------------------------------------------------------------------------------------ | ----------------------------------------------------- |
| 1   | Houthakker               | Bouw een Houthakker.                                                                 | Gelijk klaarzetten van de houthakker                  |
| 2   | Graan                    | Vergroot één Graanveld.                                                              | 1 dag Travian Plus                                    |
| 3   | De dorpsnaam             | Verander de dorpsnaam.                                                               | 130 160 130 100                                       |
| 4   | Verzamelplaats           | Bouw een verzamelplaats                                                              | Verzamelplaats meteen klaargezet.                     |
| 5   | Ga opdrachten doen       | Start je eerste Avontuur.                                                            |                                                       |
| 6   | Andere spelers           | Zoek je rang in de statistieken en vul die hier in.                                  | 80 110 60 40                                          |
| 7   | Twee bouwopdrachten      | Maak een IJzermijn en een Klei afgraving.                                            | 150 160 130 150                                       |
| 8   | Berichten                | Lees je nieuwe bericht.                                                              | 20 goud                                               |
| 9   | Van elk 1!               | Vergroot één extra Houthakker, Klei-afgraving, IJzermijn en Graanveld naar niveau 1. | 100 120 40 40                                         |
| 10  | Buren                    | Zoek de coördinaten van xxx’s dorp en vul deze hier in.                              | 60 30 40 90                                           |
| 11  | Verander Helds productie | Verander de grondstof productie van je Held in je Held instellingen.                 | 200 van de grondstoffen waarin je het hebt veranderd. |
| 12  | Lees avonturen rapport   | Lees avonturen rapport.                                                              | 75 140 40 0                                           |
| 13  | Tweede avontuur          | Stuur je Held op nog een avontuur.                                                   | 2 dagen Travian Plus                                  |
| 14  | Alles naar 1             | Maak alle grondstofvelden naar niveau 1.                                             | 75 120 30 50                                          |
| 15  | Vredesduif               | Zet de code [#0] in je profiel.                                                      | 120 200 140 100                                       |
| 16  | Schuilplaats             | Bouw een Schuilplaats                                                                | 150 180 30 130                                        |
| 17  | Naar twee!               | Maak van elk grondstofveld nog één veld naar niveau 2.                               | 60 50 40 30                                           |
| 18  | Instructies              | Vul in hoeveel hout de Barakken kosten. (210)                                        | 50 30 60 20                                           |
| 19  | Hoofdgebouw              | Bouw je Hoofdgebouw naar niveau 3.                                                   | 75 75 40 40                                           |
| 20  | Gevorderd!               | Kijk naar je rang in de statistieken en vul deze in.                                 | 100 90 100 60                                         |
| 21  | Vechten of veiligheid    | Je moet kiezen tussen deze 2 verschillende dingen, economie of leger.                | 80 90 60 40                                           |
| 21a | Economie, Graansilo      | Bouw een Graansilo.                                                                  | 80 90 60 40                                           |
| 21b | Militair, Barakken       | Maak de Barakken                                                                     | 80 90 60 40                                           |
| 22a | Economie, Pakhuis        | Bouw een Pakhuis.                                                                    | 70 120 90 50                                          |
| 22b | Militair, Train!         | Maak 2 Phalanxen/Knuppelvechters/Legionairs. Hangt af van het gekozen volk.          | 300 320 360 570                                       |
| 23a | Economie, Marktplaats    | Bouw een marktplaats.                                                                | 700 700 200 450                                       |
| 23b | Militair, Omheining      | Bouw een Dorpsmuur / Aardenmuur / Palissade. Hangt af van het gekozen volk.          | 200 120 180 80                                        |
| 24  | Alles naar niveau 2!     | Breid alle grondstofvelden uit naar niveau 2.                                        | 15 goud                                               |
| 25  | Ambassade                | Bouw een Ambassade.                                                                  | 200 120 180 100                                       |
| 26  | Alliantie                | Versterk een alliantie of creëer een alliantie.                                      | 240 280 180 100                                       |
| 27  | 10 Avonturen             | Overleef 10 avonturen.                                                               | 500 zilver                                            |
| 28  | Hoofdgebouw naar 5       | Verhoog je hoofdgebouw naar niveau 5.                                                | 600 750 600 300                                       |
| 29  | Graansilo naar 3         | Verhoog je Graansilo naar niveau 3.                                                  | 900 850 600 300                                       |
| 30  | Pakhuis naar 7           | Verhoog je Pakhuis naar niveau 7.                                                    | 1800 2000 1650 800                                    |
| 31  | Alles naar vijf          | Verhoog alle grondstofvelden naar niveau 5.                                          | 1600 1800 1950 1200                                   |
| 32  | Paleis of Residentie?    | Bouw een Paleis of Residentie naar niveau 10.                                        | 3400 2800 3600 2200                                   |
| 33  | 3 Kolonisten             | Bouw 3 Kolonisten.                                                                   | 1050 800 900 750                                      |
| 34  | Nieuw dorp               | Sticht een nieuw dorp.                                                               | 1600 2000 1800 1300                                   |
| 35a | Economie, Barakken       | Bouw je Barakken.                                                                    | 140 200 180 200                                       |
| 35b | Militair, Marktplaats    | Bouw je Marktplaats.                                                                 | 140 200 180 200                                       |

#### Notities
1. Als er bij "Beloning" een groep van vier getallen staat, stelt deze de hoeveelheid voor van respectievelijk: Hout - Klei - IJzer - Graan.
2. Als de speler alle opdrachten gedaan heeft, krijgt hij/zij een "vuurwerkshow" in zijn/haar dorp.
3. Sinds T3.5 is er de mogelijkheid om de opdrachtgever over te slaan. Men krijgt krijgt dan met tussenpozen van tien uur bij een normale server en 3 uur 30 minuten bij een speed server een aantal keer een grondstofbonus. Het totaal van deze bonus bedraagt 75% van het aantal grondstoffen dat de speler zou krijgen als hij de opdrachtgever wel gevolgd had.
4. De gekregen grondstoffen die hierboven vermeld zijn kunnen verschillen per volk. Ieder volk heeft van een verschillende grondstof meer nodig, en er wordt naar die regel ook in zelfde verhouding meer gegeven. Een voorbeeld daarvan is Economie Marktplaats bij het Gallische volk, waar de beloning niet 200 700 200 250 is, maar 200 200 700 250.

### Troepen
Men kan troepen trainen en andere spelers' dorpen aanvallen. Het risico is dat de eigen troepen doodgaan, maar later in het spel is dat minder erg omdat de speler dan een hogere productie heeft en dus meer troepen kan trainen. Een ander nadeel is dat de graanproductie door eenheden wordt verlaagd, afhangend van welke eenheid het is. De troepen hebben ook een trainingstijd, deze kan men verminderen door de barakken (infanterie), stallen (cavalerie) of werkplaats (katapulten en rammen) te upgraden. Ze hebben ook allemaal een bepaalde snelheid, en dat kan men na 30 velden upgraden met een toernooiveld, waar het 'uithoudingsvermogen' wordt getraind. Het toernooiveld werkt alleen na 30 velden.

#### Vergelijking
| Naam                | Volk     | Type       | Aanval | Verd. inf. | Verd. cav. | Snelheid | Aanv. p. graanpunt | Graanverbruik/u | Draagcapaciteit |
| ------------------- | -------- | ---------- | ------ | ---------- | ---------- | -------- | ------------------ | --------------- | --------------- |
| Legionair           | Romeinen | Infanterie | 40     | 35         | 50         | 6        | 40                 | 1               | 50              |
| Pretoriaan          | Romeinen | Infanterie | 30     | 65         | 35         | 5        | 30                 | 1               | 20              |
| Imperiaan           | Romeinen | Infanterie | 70     | 40         | 25         | 7        | 70                 | 1               | 50              |
| Equites Imperatoris | Romeinen | Cavalerie  | 120    | 65         | 50         | 14       | 40 (60)            | 3 (2)           | 100             |
| Equites Caesaris    | Romeinen | Cavalerie  | 180    | 80         | 105        | 10       | 45 (60)            | 4 (3)           | 70              |
| Ram                 | Romeinen | Infanterie | 60     | 30         | 75         | 4        | 20                 | 3               | 0               |
| Vuurkatapult        | Romeinen | Infanterie | 75     | 60         | 10         | 3        | 13                 | 6               | 0               |
| Senator             | Romeinen | Infanterie | 50     | 40         | 30         | 4        | 10                 | 5               | 0               |
| Knuppelvechter      | Germanen | Infanterie | 40     | 20         | 5          | 7        | 40                 | 1               | 60              |
| Speervechter        | Germanen | Infanterie | 10     | 35         | 60         | 7        | 10                 | 1               | 40              |
| Bijlvechter         | Germanen | Infanterie | 60     | 30         | 30         | 6        | 60                 | 1               | 50              |
| Paladijn            | Germanen | Cavalerie  | 55     | 100        | 40         | 10       | 28                 | 2               | 110             |
| Germaanse Ridder    | Germanen | Cavalerie  | 150    | 50         | 75         | 9        | 50                 | 3               | 80              |
| Ram                 | Germanen | Infanterie | 65     | 30         | 80         | 4        | 22                 | 3               | 0               |
| Katapult            | Germanen | Infanterie | 50     | 60         | 10         | 3        | 8                  | 6               | 0               |
| Leider              | Germanen | Infanterie | 40     | 60         | 40         | 4        | 10                 | 4               | 0               |
| Phalanx             | Galliërs | Infanterie | 15     | 40         | 50         | 7        | 15                 | 1               | 35              |
| Zwaardvechter       | Galliërs | Infanterie | 65     | 35         | 20         | 6        | 65                 | 1               | 45              |
| Toetatis Donder     | Galliërs | Cavalerie  | 90     | 25         | 40         | 19       | 45                 | 2               | 75              |
| Druïderuiter        | Galliërs | Cavalerie  | 45     | 115        | 55         | 16       | 23                 | 2               | 35              |
| Haeduaan            | Galliërs | Cavalerie  | 140    | 50         | 165        | 13       | 47                 | 3               | 65              |
| Ram                 | Galliërs | Infanterie | 50     | 30         | 105        | 4        | 17                 | 3               | 0               |
| Trebuchet           | Galliërs | Infanterie | 70     | 45         | 10         | 3        | 12                 | 6               | 0               |
| Onderleider         | Galliërs | Infanterie | 40     | 50         | 50         | 5        | 10                 | 4               | 0               |

De scouts (verkenners) zijn hier niet aan toegevoegd, deze vergelijken heeft weinig zin. De Romein (Equites Legati) gaat tegen 16 velden/u, de Germaan (Verkenner) 9/u en de Galliër (Padvinder) tegen 17/u.
Tussen haakjes zijn voor de Romeinen de bonus voor de drinkplaats meegerekend. Deze verlaagt het graanverbruik van de paarden met één graanpunt per uur. Hiervoor moet het niveau van de drinkplaats 10 (Equites Legati), 15 (Equites Imperatoris) en 20 (Equites Caesaris) zijn.

#### Algemene troepen
De drie stammen hebben voor een aantal taken eenzelfde soort eenheid. Deze heten weliswaar anders maar ze verrichten dezelfde taak. De benodigde hoeveelheid grondstoffen verschilt per stam.
- Senator, Leider of Onderleider: Een onderleider, leider of senator kan een vijandelijk dorp overnemen, met elke aanval die gedaan wordt gaat de loyaliteit omlaag, als de loyaliteit nul procent heeft bereikt dan is het dorp van de aanvallende partij. Een senator vermindert doorgaans meer loyaliteit dan een onderleider of leider, terwijl de onderleider sneller loopt en de leider goedkoper is om aan te schaffen.
- Kolonist: Drie kolonisten kunnen samen een nieuw dorp stichten. Als de speler een nieuw dorp sticht is het niet nodig om soldaten mee te sturen. Aangezien kolonisten veel grondstoffen kunnen dragen worden ze soms ook gebruikt om te "farmen", ondanks dat ze erg traag zijn.
- Held: De held is een zeer sterke eenheid die oases kan overnemen. Oases leveren een grondstoffenbonus op in het dorp van overname. Als de held bij een aanval is geweest waar tegenstanders omgebracht zijn, dan gaan zijn ervaringspunten omhoog en als die 100% van een ervaringsniveau hebben bereikt krijgt de speler telkens viermaal de keuze tussen vier verschillende bonussen (kracht, aanvalsbonus, verdedigingsbonus en grondstoffen) voor de held. Als de speler een nieuwe held heeft, mag hij/zij direct viermaal een bonus kiezen.

#### Romeinse troepen

##### Infanterie
- Legionair: Geschikt voor zowel aanval als verdediging, kan gemiddeld aantal grondstoffen dragen.
- Pretoriaan: Goede verdediger tegen infanterie, kan weinig grondstoffen dragen.
- Imperiaan: Goede aanvaller, kan een gemiddeld aantal grondstoffen dragen en is iets sneller dan de legionair.

##### Cavalerie
- Equites Legati: Deze kan de grondstoffen en troepen, of verdediging (muur resi, paleis) en troepen van de vijand bespioneren, kan geen grondstoffen dragen, goedkoopste scout. De legati heeft geen aanvalspunten en eet twee graan per uur
- Equites Imperatoris: Snelle aanvalseenheid, kan veel grondstoffen dragen en heeft drie graan nodig als onderhoud.
- Equites Cesaeris: Veel aanvalskracht, goede verdediging en kan veel grondstoffen dragen maar is ook heel duur, eet ook het meeste graan (4).

##### Artillerie
- Ram: Haalt de muur van de tegenstander omlaag.
- Vuurkatapult: In speltermen 'kata', kan dorpen, gebouwen, en velden vernietigen.

#### Germaanse troepen

##### Infanterie
- Knuppelvechter: Goedkoopste eenheid in het spel, kan de meeste grondstoffen van infanterie dragen.
- Speervechter: Is beste verdedigingseenheid van de infanterie tegen cavalerie.
- Bijlvechter: Behoorlijke aanvalskracht, met een acceptabele verdediging.
- Verkenner: Deze kan de grondstoffen en troepen, of de verdediging en troepen van de vijand bespioneren, kan geen grondstoffen dragen. Dit is de enige infanteriescout van het spel , daardoor heeft hij een lagere snelheid en verbruikt maar één graan per uur.

##### Cavalerie
- Paladijn: Goede verdediger tegen infanterie.
- Germaanse Ridder: Sterke aanvaller, acceptabele verdediging.

##### Artillerie
- Ram: Haalt de muur van de tegenstander omlaag.
- Katapult: In speltermen 'kata', kan dorpen, gebouwen, en velden vernietigen.

#### Gallische troepen

##### Infanterie
- Phalanx: Goede allroundverdediger voor een lage prijs.
- Zwaardvechter: Goede aanvallende eenheid.

##### Cavalerie
- Padvinder: Deze kan de grondstoffen en troepen, of de verdediging en troepen van de vijand bespioneren, kan geen grondstoffen dragen, duurste scout.
- Toetatis Donder: Snelste van het spel, goede aanvaller, kan veel grondstoffen dragen.
- Druïderuiter: Goede verdediger, vooral tegen infanterie.
- Haeduaan: Geschikt voor zowel aanval als verdediging tegen cavalerie. Behoorlijk grote snelheid. Hoogste bouwkosten per graanpunt (kolonisten en administratoren uitgezonderd.).

##### Artillerie
- Ram: Kan muren van de vijand omlaag halen.
- Trebuchet: Kan gebouwen, velden en dorpen vernietigen.

#### Dieren
- Rat
- Spin
- Slang
- Vleermuis
- Everzwijn
- Wolf
- Beer
- Krokodil
- Tijger
- Olifant

### De gebouwen
| Naam               | T3.6 | T4 (voor zover bekendgemaakt) | Naam               | T3.6 | T4 (voor zover bekendgemaakt) |
| ------------------ | ---- | ----------------------------- | ------------------ | ---- | ----------------------------- |
| Marktplaats        |      |                               | Steenbakkerij      |      | Steenbakkerij                 |
| Steenhouwerij      |      |                               | IJzersmederij      |      | IJzersmederij                 |
| Heldenhof          |      |                               | Bakkerij           |      |                               |
| Academie           |      |                               | Korenmolen         |      |                               |
| Schuilplaats       |      | Schuilplaats                  | Raadhuis           |      |                               |
| Wapensmid          |      | Smederij                      | Werkplaats         |      |                               |
| Uitrustingsmederij |      | Smederij                      | Hoofdgebouw        |      |                               |
| Toernooiveld       |      |                               | Schatkamer         |      |                               |
| Vallenzetter       |      |                               | Groot graansilo    |      |                               |
| Pakhuis            |      |                               | Wereldwonder       |      |                               |
| Graansilo          |      |                               | Residentie         |      |                               |
| Barakken           |      |                               | Paleis             |      |                               |
| Stal               |      | Stallen                       | Verzamelplaats     |      |                               |
| Grote barakken     |      |                               | Handelskantoor     |      |                               |
| Grote stal         |      | Grote Stallen                 | Brouwerij/Theehuis |      |                               |
| Zaagmolen          |      |                               | Drinkplaats        |      |                               |
| Groot pakhuis      |      |                               | Ambassade          |      |                               |
| Theehuis/Brouwerij |      | In Westerse landen: Brouwerij |                    |      |                               |

Brouwerij is de naam voor het gebouw in Westerse landen. In sommige islamitische landen wordt dit 'Theehuis' genoemd, omdat islamitische landen bepaalde eisen stellen aan gebruikte namen.